# Ceraclea yangi
Ceraclea yangi är en nattsländeart som beskrevs av Martin E. Mosely 1942. Ceraclea yangi ingår i släktet Ceraclea och familjen långhornssländor. Inga underarter finns listade i Catalogue of Life.